# Eurya brevistyla
Eurya brevistyla är en tvåhjärtbladig växtart som beskrevs av Clarence Emmeren Kobuski. Eurya brevistyla ingår i släktet Eurya och familjen Pentaphylacaceae. Inga underarter finns listade i Catalogue of Life.